# Византион
Византион (антгрч. Βυζάντιον [Byzántion — Бизантион, модерно Vyzántion — Византион]), у литератури такође и Визант, је био антички грчки град на обали Босфора који ће касније постати Константинопољ (савремени Истанбул). Основали су га грчки колонисти из Мегаре 657. године п. н. е. Град је римски цар Константин Велики обновио и прогласио пријестоницом Римског царства 330. године и промјенио му име у Константинопољ. Град је остао пријестоница све до 1453. године, када га освајају Османлије и проглашавају својом пријестоницом. Од када је успостављена савремена Турска Република 1923. године, назив Константинопољ је замијењен турским називом Истанбул.

## Име
Поријекло грчке ријечи Βυζάντιον је непознато. По грчкој легенди име настало када је Бизас (Визас), вођа колониста из Мегаре, основао град. Име може бити трачко-илирског поријекла, сугеришући на лично име Бузас.